# 新荣乡 (石渠县)
新荣乡，是中华人民共和国四川省甘孜藏族自治州石渠县下辖的一个乡镇级行政单位。

## 行政区划
新荣乡下辖以下地区：
翁穷村、贡考村、果然村、夺呷村、虾雄村和火然村。